# Ahrensia
Ahrensia es un género de bacterias perteneciente a la familia de las Rhodobacteraceae.
Su etimología procede de R. Ahrens, un microbiólogo alemán que contribuyó a la taxonomía de especies marinas de Agrobacterium.

### Revistas científicas
- Uchino Y, Hirata A, Yokota A, Sugiyama J (1998). «Reclassification of marine Agrobacterium species: proposals of Stappia stellulata gen. nov., comb. nov., Stappia aggregata sp. nov., nom. rev., Ruegeria atlantica gen. nov., comb. nov., Ruegeria gelatinovora comb. nov., Ruegeria algicola comb. nov., and Ahrensia kieliense gen. nov., sp. nov., nom. rev». J. Gen. Appl. Microbiol. 44: 201-210. PMID 12501429.

### Libros científicos
- Garrity GM, Holt JG (2001). «Taxonomic Outline of the Archaea and Bacteria».  En DR Boone and RW Castenholz, eds., ed. Bergey's Manual of Systematic Bacteriology Volume 1: The Archaea and the deeply branching and phototrophic Bacteria (2nd ed. edición). Nueva York: Springer Verlag. pp. 155-166. ISBN 978-0-387-98771-2.